# Automeris incarnata
Automeris incarnata är en fjärilsart som beskrevs av Walker 1865. Automeris incarnata ingår i släktet Automeris och familjen påfågelsspinnare. Inga underarter finns listade i Catalogue of Life.